# Улични борац (филм)
Улични борац (енгл. Street Fighter) је акциони филм из 1994. Главне улоге: Жан Клод Ван Дам, Кајли Миног и Раул Хулија.

## Радња
Грађански рат у држави Шадалу прети да постане глобални сукоб, када диктатор по имену генерал М. Бајсон зароби 63 страна радника. Удружене снаге (Allied Nations - A.N.) западног света покушавају да Бајсона смене са власти, али он им се супротставља по сваку цену.

## Улоге
| Глумац           | Улога                    |
| ---------------- | ------------------------ |
| Жан-Клод ван Дам | пуковник Вилијам Ф. Гајл |
| Раул Хулија      | генерал М. Бајсон        |
| Минг-На          | Чун Ли                   |
| Дејмијен Чапа    | Кен Мастерс              |
| Кајли Миног      | Кеми                     |
| Сајмон Келоу     | A.N. званичник           |
| Бајрон Мен       | Рју Хоси                 |
| Рошан Сет        | доктор Далсим            |
| Вес Студи        | Виктор Сагат             |
| Ендру Бринјарски | Зангиеф                  |
| Гранд Л. Буш     | Балрог Даглас            |
| Роберт Мамон     | Карлос «Чарли» Бланка    |
| Мигел Нуњес мл.  | Ди Џеј                   |
| Грег Рејнвотер   | Т. Хоук                  |
| Џеј Таваре       | Вега                     |
| Питер Тујасосопо | Е. Хонда                 |